# جاگادیش
جاگادیش (انگلیسی: Jagadish؛ زادهٔ ۱۲ ژوئن ۱۹۵۵) یک هنرپیشه اهل هند است.
از فیلم‌ها یا برنامه‌های تلویزیونی که وی در آن نقش داشته‌است می‌توان به اسکندر، دروغ اول آوریل، پروانه‌ها، روزنامه‌نگار، تام و جری، آبهیمانیو، خیلی خیلی دور، جزیره شگفت‌انگیز، بالرام در مقابل تاراداس، راه شیری، کمیاب، ۱ آگوست و هاریکریشناس اشاره کرد.